# 1109 w literaturze
Wydarzenia literackie w 1109 roku.

## Zmarli
- Anzelm z Canterbury, angielski teolog (ur. 1033)
- Fulko IV, francuski kronikarz (ur. 1043)
- Ngok Loden Sherab, tybetański tłumacz (ur. 1059)